# Eyjeaux
Eyjeaux (tiếng Occitan: Esjau) là một xã của tỉnh Haute-Vienne, thuộc vùng Nouvelle-Aquitaine, miền trung nước Pháp.